# Orosz–török háború (1686–1700)
Az orosz–török háború (1686–1700) Oroszország és az Oszmán Birodalom konfliktusa. Oroszország a nagy Szent Liga oldalán indított hadjáratot a Krímben állomásozó tatárok és törökök ellen.

## Előzmények
A törökök 1683-ban ismét Bécs elfoglalására indultak. Kara Musztafa nagyvezír kis híján elfoglalta a várost, de a felmentő seregektől katasztrofális vereséget szenvedett.
XI. Ince pápa élve a nagy lehetőséggel 1684. március 5-én létrehozta a Szent Ligát, amelynek fő feladata, hogy a török fennhatóság alatt álló európai területeket felszabadítsa. A szövetség kezdeti tagjai lettek: a Habsburg Birodalom (a Magyar Királysággal együtt), Velence és Lengyelország. A pápa közbenjárására XIV. Lajos francia király 20 évre szóló fegyvernyugvási szerződést írt alá I. Lipót császárral.
1686 tavaszán a varsói pápai követ kieszközölte, hogy Lengyelország kössön egyezséget az orosz cárral, aki ezzel egy időben csatlakozott a szövetséghez.
Az orosz-oszmán szembenállás már közel százhúsz éve feszült. Isztambulban már a tizenöt éves háború után is felmerült újabb oroszellenes hadjárat terve, a következőben pedig 1664-ben született elgondolás erről. Most Oroszország lépett fel támadóként.

## A háború
Az oroszok eleinte a krími tatárokat kötötték le, akiket kisebb-nagyobb török segédcsapatok támogattak. A háború két fontos hadicselekménye a krími hadjárat (1687-89) és az azovi hadjárat (1695-96) volt.

### A krími hadjárat (1687-89)
1687 májusában 100 ezer fős sereg indult a törökök és a tatárok ellen, amit orosz, doni kozák, zaporozsjei kozák, valamint ukrán seregek képeztek. A lengyelekkel egyeztették az időt és megkezdték a támadást a Krími Kánság ellen Vaszilij Golicin herceg vezérletével.
Az oroszok alighogy elérték a Konszkije Vodi folyót – amely Ukrajna és a Krím határa volt –, a túlparton a tatárok felperzselték a sztyepp legelőit és az orosz lovasok nem találtak takarmányra valót. Golicin utánpótlás híján június 17-én elvonult a tatár–török erők elől. Ugyanebben az időben a hadiszerencse is elpártolt a lengyelektől, akik kénytelenek voltak kivonulni Moldvából.
Az oroszok 1688-ban új nagyszabású hadjárat előkészítését kezdték meg, ám eközben a lengyelek tárgyalásokat kezdtek Törökországgal egy esetleges békéről, amivel magára hagyták volna orosz szövetségesüket. Végül is nem született meg a lengyel-török béke, de a hadi helyzetben nem történt gyökeres változás, továbbra a törökök fölénye érvényesült.

1689 kora tavaszán az oroszok mintegy 150 ezer fős serege indult el délre. Május 15-én Zelenaja Dolina mellett visszaverték a tatárokat és a törököket, s 20-án elérték Perekop erődítményét, mely a Krím kapuja volt. Az itt dúló véres harcokban azonban alulmaradtak egy török-tatár sereggel szemben, így kénytelenek voltak másodszor is visszavonulni.
Kudarcaik miatt oroszok egy időre visszavonultak a nagyobb összecsapások elől és kisebb harcokba bocsátkoztak. Rövidesen egy olyan ifjú került a cári székbe, aki hazáját elindította a modernizáció és az európai felzárkózás útján, melynek során a törökök Európában a Habsburgokat követően máris egy másik nagy ellenféllel találják szembe magukat.

### Az azovi hadjárat (1695-96)
I. (Nagy) Péter komoly reformálásokat követően feltett szándéka volt, hogy a törökökkel megújítja a háborút. Péter érdeklődése korábbi elődei után most már inkább a meleg Fekete-tengeri kikötők felé fordult a Balti-tenger helyett. Ez első lépése volt annak a több mint kétszáz évig tartó nagy törekvéseknek Oroszországban, amik Boszporusz és a Dardanellák feletti ellenőrzést kívánta megszerezni.
A cár vezetésével egy új, nyugati mintára szervezett, modern reguláris sereg 31 ezer katonával és 170 ágyúval, valamint doni kozák csapatokkal megerősítve indult a hadjáratra. 1695 tavaszán benyomult az Oszmán Birodalom területére. Egy másik 120 ezer fős sereg, amelyet a régi tradicionális fegyvernemek (vityázok, sztrelecek) alkottak a zaporozsjei kozákokkal Borisz Seremetyev parancsnoksága alatt átkelt Dnyeperen és elterelő hadműveletekbe kezdett a Krím területén, hogy a tatár csapatok ne avatkozzanak bele a nyugati az Azov környékén folyó hadműveletekbe.

Azovot Péter június 27. és július 5. között körülkerítette, de az erőd  7000 török védője kitartott, visszaverve két nagyobb orosz támadást és az ostromot szeptember 25-én le kellett állítani a súlyos veszteségek miatt.
Péter az év végén újabb támadásra tett előkészületeket és tavaszra egy flottát sikerült kiépítenie. Seremetyev ismét elterelő hadmozdulatokba kezdett a Dnyepernél, hogy lekösse a tatár seregeket, míg az orosz főerők (kb. 75 ezer fő) Alekszej Sein irányítása alatt a szárazföldön és a Don, valamint a Voronyezs folyókon közelítették meg Azovot. Május 27-én az orosz flotta a tenger felől is körülzárta az erődöt. A várat most csak négyezer török katona és 23 hajó védte. Az összecsapásokban a törökök két hajót vesztettek el.
Július 17-én Azov elesett. Tíz nappal később Taganrogot foglalták el az oroszok, ahol szeptemberben egy katonai támaszpontot építettek ki.  Az oroszok további sikerei miatt a törökök kénytelen volt tűzszünetet kérni, mivel a magyarországi fronton is egyre szorongatottabb volt a helyzetük. Nem sokkal később a török főerőkre a Habsburg-magyar hadak megsemmisítő vereséget mértek és ez a nagy török háború végét jelentette.
1699-ben a karlócai békével a törökellenes háború véget ért. Ezt követően az oroszok sem folytattak további hadműveleteket és megkezdték a tárgyalásokat a törökkel, akikkel aztán 1700-ban aláírták a konstantinápolyi békeszerződést, amely véget vetett a hosszú orosz–török háborúnak.

## További események
Péter továbbra is szövögette újabb török elleni hadjáratok tervét, amelynek célja a Fekete-tenger feletti teljes ellenőrzés megszerzése. Ezzel egy olyan hosszú folyamat indult el, amely egészen az első világháború végéig tartott, de az Orosz Birodalomnak álmát soha nem sikerült elérnie, ahogy a törököknek Bécset sem sikerült soha meghódítaniuk.

Péter északon háborúba bonyolódott a svédekkel. Az ún. nagy északi háborúban véget vetett Svédország egy évszázada tartó nagyhatalmi állásának és a Balti-tenger legfőbb ura Oroszország lett. Közben ismét délnek, a törökök ellen vezérelt háborút 1710-ben Moldvába, ezzel azonban már nem ért el különösebb sikert, sőt a törököktől korábban megszerzett kikötőket is elvesztette szinte mind.